# Desna (metrostation Moskou)
Desna (Russisch: Десна) is een station van de geplande Kommoenarka-radius van de Moskouse metro.